# Typhlacontias kataviensis
Typhlacontias kataviensis — вид сцинкоподібних ящірок родини сцинкових (Scincidae). Ендемік Танзанії.

## Поширення і екологія
Typhlacontias kataviensis відомі з кількох місцевостей, розташованих в Національному парку Катаві, поблизу озера Руква, на висоті 850 м над рівнем моря. Вони живуть в лісистих саванах міомбо.